# Monument în memoria eroilor căzuți în luptele pentru independența și integritatea Republicii Moldova (Chișinău)
Monumentul în memoria eroilor căzuți în luptele pentru independența și integritatea Republicii Moldova este un monument amplasat pe str. Ismail în Chișinău, Republica Moldova. Este un monument istoric de importanță națională inclus în Registrul monumentelor Republicii Moldova ocrotite de stat cu nr. 286 (municipiul Chișinău). Datează din 1992.